# Matías Schmitt
Matías Schmitt (San Carlos de Bariloche, 3 de junio de 1991) es un snowboarder argentino.

## Carrera deportiva
Comenzó a practicar snowboard a los 8 años. Participó en los campeonatos mundiales de Snowboard de 2013, realizados en Stoneham-et-Tewkesbury (Canadá), y de 2017, realizados en Sierra Nevada (España). En el primero no logró finalizar, mientras que en el segundo, logró el 34° puesto en big air y el 32° en slopestyle. También participó en las copas del mundo de 2013-2014, 2015-2016, 2016-2017 y 2017-2018 en los mismos eventos.
En 2012 participó en la copa sudamericana celebrada en Chile, obteniendo el primer puesto en slopestyle. En la copa de 2013 obtuvo el cuarto lugar, y en 2014 (evento realizado en Brasil), quedó en el octavo puesto. En 2015 en Chile, obtuvo el segundo puesto en big air. Al año siguiente participó en la copa sudamericana celebrada en Argentina, obteniendo el sexto puesto en slopestyle. Volvió a competir allí en 2017, en big air, pero no finalizó.
En 2015 fue campeón argentino de slopestyle. En 2016 también compitió en slopestyle en la copa europea.

### Pyeongchang 2018
En los Juegos Olímpicos de Invierno de 2018, celebrados en Pyeongchang (Corea del Sur), compite en snowboard estilo libre en las disciplinas slopestyle y big air. Esta especialidad no tenía un representante argentino desde los juegos de Nagano 1998, cuando participó Mariano López.
Logró participar en los juegos gracias a una reasignación de plazas realizada dos días antes de la ceremonia de apertura, luego de la liberación de un cupo por parte de un atleta sueco por una lesión y la negativa de un italiano. Ya se encontraba en Corea del Sur en caso de que esta posibilidad se materializara. Fue el primer hispanoamericano en competir en los Juegos.
En el primer evento quedó en 12° puesto en la ronda clasificatoria, y 24° en el podio general, no pudiendo participar en la final. Fue la mejor actuación individual de un argentino en unos Juegos Olímpicos de Invierno desde 2006.